# Кастера Ланис
Кастера Ланис (фр. Castéra-Lanusse) насеље је и општина у јужној Француској у региону Миди Пирене, у департману Горњи Пиринеји која припада префектури Тарб.
По подацима из 2011. године у општини је живело 45 становника, а густина насељености је износила 56,25 становника/km². Општина се простире на површини од 0,8 km². Налази се на средњој надморској висини од 456 метара (максималној 528 m, а минималној 374 m).

## Демографија
| 1962. | 1968. | 1975. | 1982. | 1990. | 1999. | 2011. |
| ----- | ----- | ----- | ----- | ----- | ----- | ----- |
| 34    | 34    | 32    | 25    | 30    | 32    | 45    |

График промене броја становника у току последњих година